# يوهيي هاماساكي
يوهيي هاماساكي (باليابانية: 濱崎 陽平) (6 يوليو 1987 في كوتشي في اليابان – )؛ هو لاعب كرة قدم سابق كان يلعب كحارس مرمى.